# Ctenosciaena
Ctenosciaena és un gènere de peixos de la família dels esciènids i de l'ordre dels perciformes.

## Morfologia
- Cos oblong i comprimit.
- Cap gros i amb la part superior cavernosa.
- Musell curt i punxegut.
- Boca obliqua.
- Mentó amb una barbeta central, petita i flexible. Hi ha dos parells de porus al costat de la barbeta.
- El marge del preopercle és membranós i finament serrat.
- Escates grans (aspres al cos i llises al cap).[3]

## Distribució geogràfica
Es troba a les aigües tropicals i temperades del Nou Món.

## Taxonomia
- Ctenosciaena gracilicirrhus (Metzelaar, 1919)
- Ctenosciaena peruviana (Chirichigno F., 1969)[4][5][6][7][8][9][10]